# César Pain

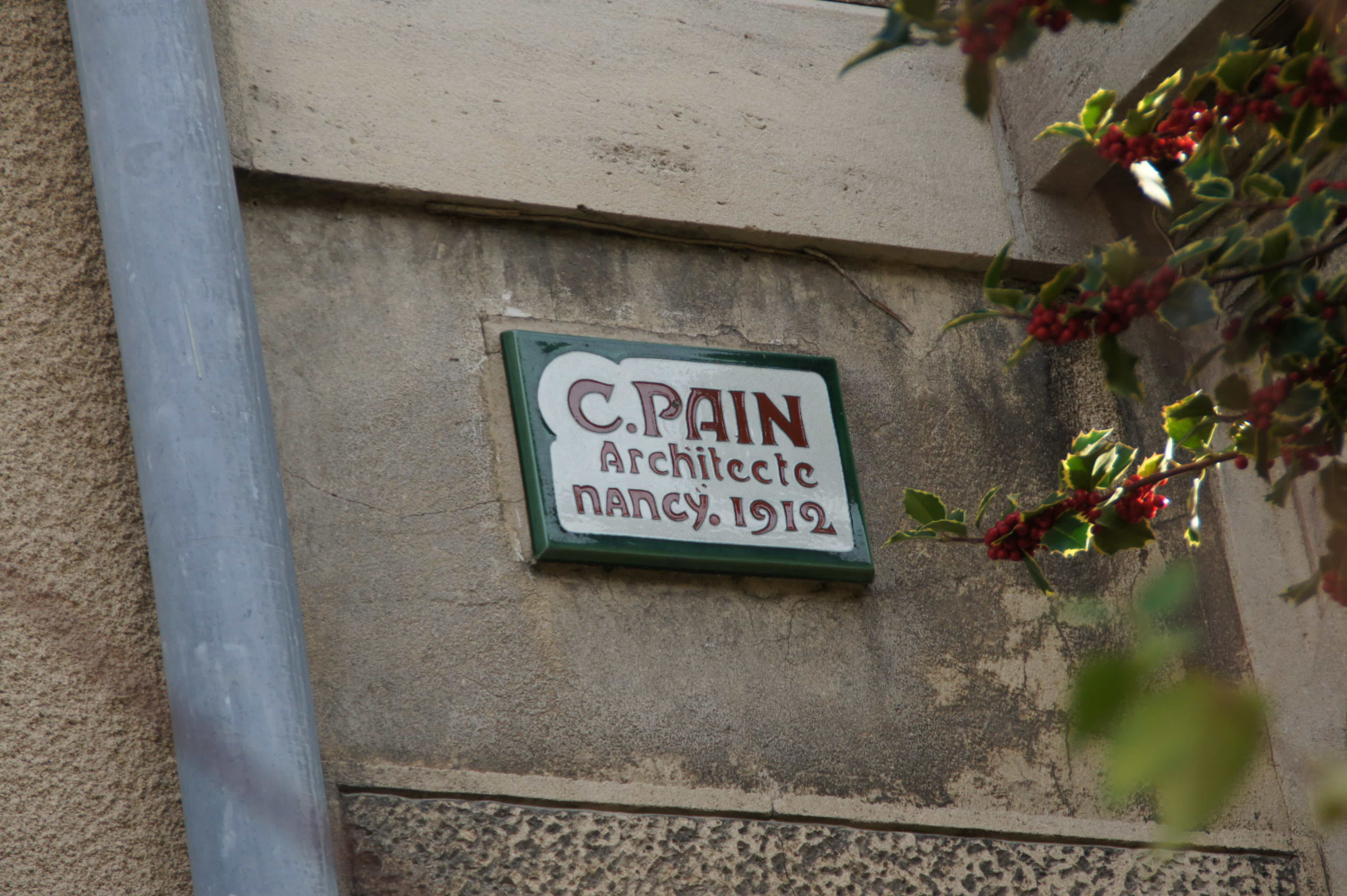
Gedenktafel für César Pain in der 7 rue mal Gerard Saurupt, Nancy (2020)

César Pain (* 1872 in Nancy; † 1946) war ein französischer Jugendstil-Architekt. 17 seiner Häuser sind in Nancy in der Rue Felix Faure erhalten. Pain, Sohn eines Geometers aus Nancy war in Moskau als leitender Angestellter einer Baumwollfabrik wohlhabend geworden und hatte diese Parzellen angekauft, um sie zu bebauen und weiter zu verkaufen. Sie bilden mit ihren charakteristischen Holzgiebeln bis heute ein Architekturensemble von seltener Einheitlichkeit.